# 루마니아 U-23 축구 국가대표팀
루마니아 U-23 축구 국가대표팀(루마니아어: Echipa națională de fotbal a României Sub-23)은 루마니아를 대표하는 23세 이하의 축구 국가대표팀으로, 루마니아의 축구 관리 기관인 루마니아 축구 연맹의 관리를 받는다. 1924년부터 올림픽에 총 4번 참가해 1964년에는 5위를 기록했다.

## 역대 감독
| 감독        | 임기 |
| ----------- | ---- |
| 미렐 러도이 | 2021 |